# Bert Wrede
Bert Wrede (* 1961 in Potsdam) ist ein deutscher Gitarrist und Komponist, der überwiegend für Bühne und Film arbeitet.

## Lebenswerk
Bert Wrede studierte von 1982 bis 1986 an der Hochschule für Musik Hanns Eisler in Berlin und erhielt nach seinem Studium dort im Anschluss einen Lehrauftrag, den er bis 1994 innehatte. In dieser Zeit gab er mit seiner Band Frigg viele Konzerte in ganz Europa, in Asien und Nordamerika. Er trat auf einer Reihe von Festivals auf, beispielsweise beim Jazzfest Berlin und bei Jazz Across The Border im Haus der Kulturen der Welt in Berlin, bei Jazzfestivals in Leningrad und Nowosibirsk. Auch arbeitete er im Quartett BakaMutz (mit Theo Nabicht, Thierry Madiot und Mauro Gnecchi) und
mit Albert Ostermaier bei Plugged Poetry. Im Jahr 1997 erhielt er ein Stipendium für Komposition der Akademie der Künste Berlin, wo er Meisterschüler von Friedrich Schenker war, und absolvierte er in New York ein Arbeitsstipendium bei Elliott Sharp.
Dann folgte seine Arbeit als Komponist für Bühnenmusik im Sprechtheater. Beispielsweise arbeitete er mit den Regisseuren Martin Kušej, Dimiter Gotscheff und Andrea Breth zusammen. Für Michael Thalheimer schrieb er die Bühnenmusik für Liliom von Molnar, Emilia Galotti von Lessing, Faust von Goethe sowie für Die Ratten und Die Weber von Hauptmann. Rasch bekam er Aufträge großer Häuser, wie dem Deutschen Theater Berlin, Thalia Theater Hamburg, Residenztheater München, auch im Ausland: am Burgtheater in Wien, am Dramaten in Stockholm, am Het Nationale Theater Den Haag und am Théâtre national de la Colline in Paris.
Eine langjährige Zusammenarbeit verbindet Wrede seit 2000 mit den Salzburger Festspiele. Diese begann mit Kušejs Hamlet-Inszenierung, setzte sich 2002 mit Thalheimers Woyzeck-Interpretation sowie 2005 und 2006 mit zwei weiteren Regiearbeiten von Martin Kušej fort: Grillparzers König Ottokars Glück und Ende und Nestroy Höllenangst. 2008 und 2012 folgten zwei Inszenierungen von Andrea Breth: Dostojeksijs Verbrechen und Strafe und Kleists Prinz Friedrich von Homburg oder die Schlacht bei Fehrbellin, sowie schließlich 2013 Thalheimers eigenwillige Interpretation von Schillers Jungfrau von Orleans.
Bert Wrede veröffentlichte zahlreiche Alben als Komponist und Gitarrist, er schrieb viele Filmmusiken, auch für Fernsehfilme und -serien, auch für Kurzfilme. Beispiele sind die Filme Banale Tage, Knallhart, Mondkalb und die Filmtrilogie Dreileben. Er erhielt wichtige Preise.

## Filmografie (Auswahl)
- 1992: Banale Tage
- 1993: Der Kleine und der alte Mann
- 1993: Stille Wasser
- 1994: Oben – Unten
- 1997: Viel Spaß mit meiner Frau
- 2002: Ninas Geschichte
- 2004: Fiesta der Leidenschaft
- 2005: Don Carlos, Infant von Spanien
- 2006: Knallhart
- 2006: König Ottokars Glück und Ende
- 2007: Höllenangst
- 2007: Mondkalb
- 2008: Was ihr wollt
- 2009: Der Weibsteufel
- 2009: Meine dumme Ex
- 2009: Same Same But Different
- 2011: Dreileben (Dreiteiler, 2 Folgen)
- 2012: Die Weber
- 2014: Schönefeld Boulevard
- 2015: Herbert
- 2016: Zwei verlorene Schafe
- 2016: Der NSU-Komplex
- 2016: Ein Mann unter Verdacht
- 2019: Tatort: Angriff auf Wache 08
- 2021: Polizeiruf 110: An der Saale hellem Strande
- 2022: Tatort: Das Opfer
- 2022: Pia Piano
- 2023: Schlamassel
- 2024: Polizeiruf 110: Der Dicke liebt

## Diskographische Hinweise
- Frigg: Doenerfressing Woman (99 Records, 1995, mit Jürgen Kupke, Sebastian Hilken, Horst Nonnenmacher, Boris Bell)
- Frigg: Dust Diary (99 Records, 1997, mit Jürgen Kupke, Sebastian Hilken, Horst Nonnenmacher, Boris Bell, sowie David Tronzo, Elliott Sharp)
- Frigg: Brecht (Knitting Factory Records, 1999, mit Jürgen Kupke, Sebastian Hilken, Horst Nonnenmacher, Boris Bell, sowie Phil Minton, Meira Asher, Theo Nabicht, Michael Groß, Elliott Sharp)
- Actronic Hamlet (ACT 2002, mit Werner Dafeldecker, Denis Jabusch, Louise Schumacher, Sebastian Hilken)

## Auszeichnungen
- 2002 Nestroy-Theaterpreis für Musik Letzter Aufruf von Albert Ostermaier und zwei weitere Produktionen
- 2006 Deutschen Filmpreis für Filmmusik zu Knallhart (Regie: Detlev Buck)
- 2006 Preis der deutschen Filmkritik für Beste Musik zu Knallhart